# Skuggbräcka
Skuggbräcka (Saxifraga umbrosa) är en stenbräckeväxtart som beskrevs av Carl von Linné. Skuggbräcka ingår i Bräckesläktet som ingår i familjen stenbräckeväxter. Det är osäkert om arten förekommer i Sverige. Inga underarter finns listade i Catalogue of Life.

## Bildgalleri

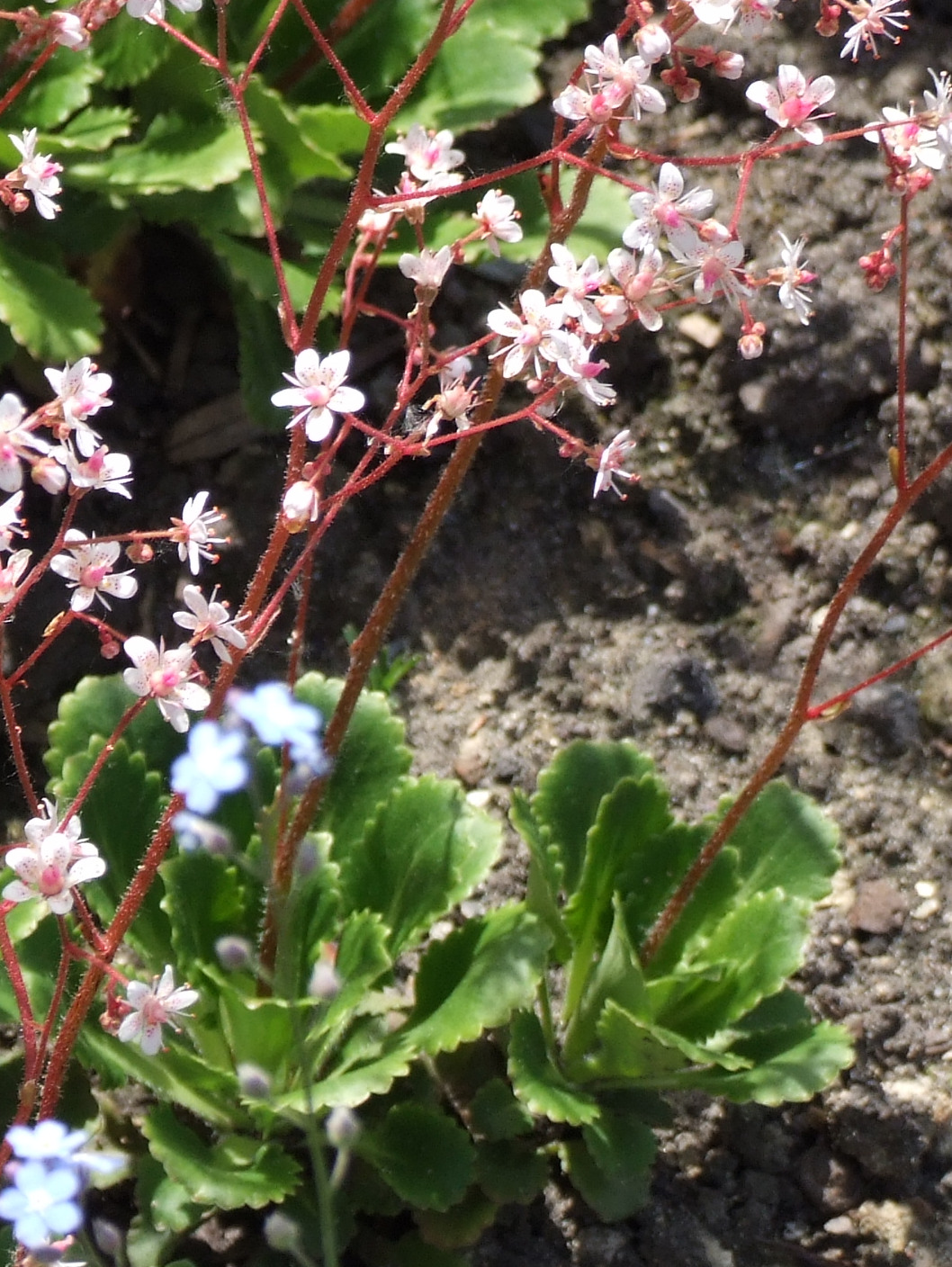
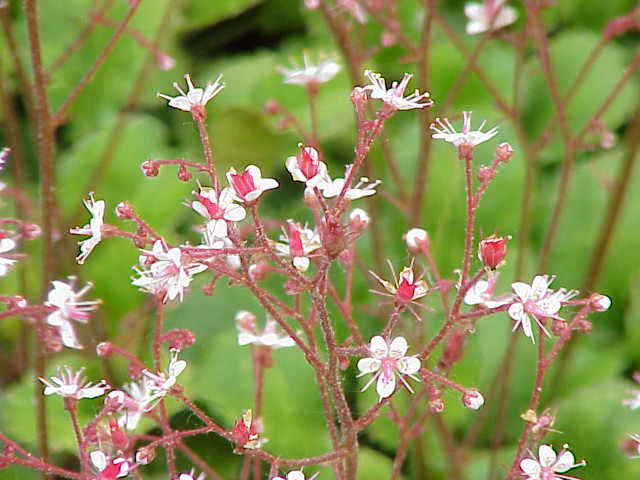
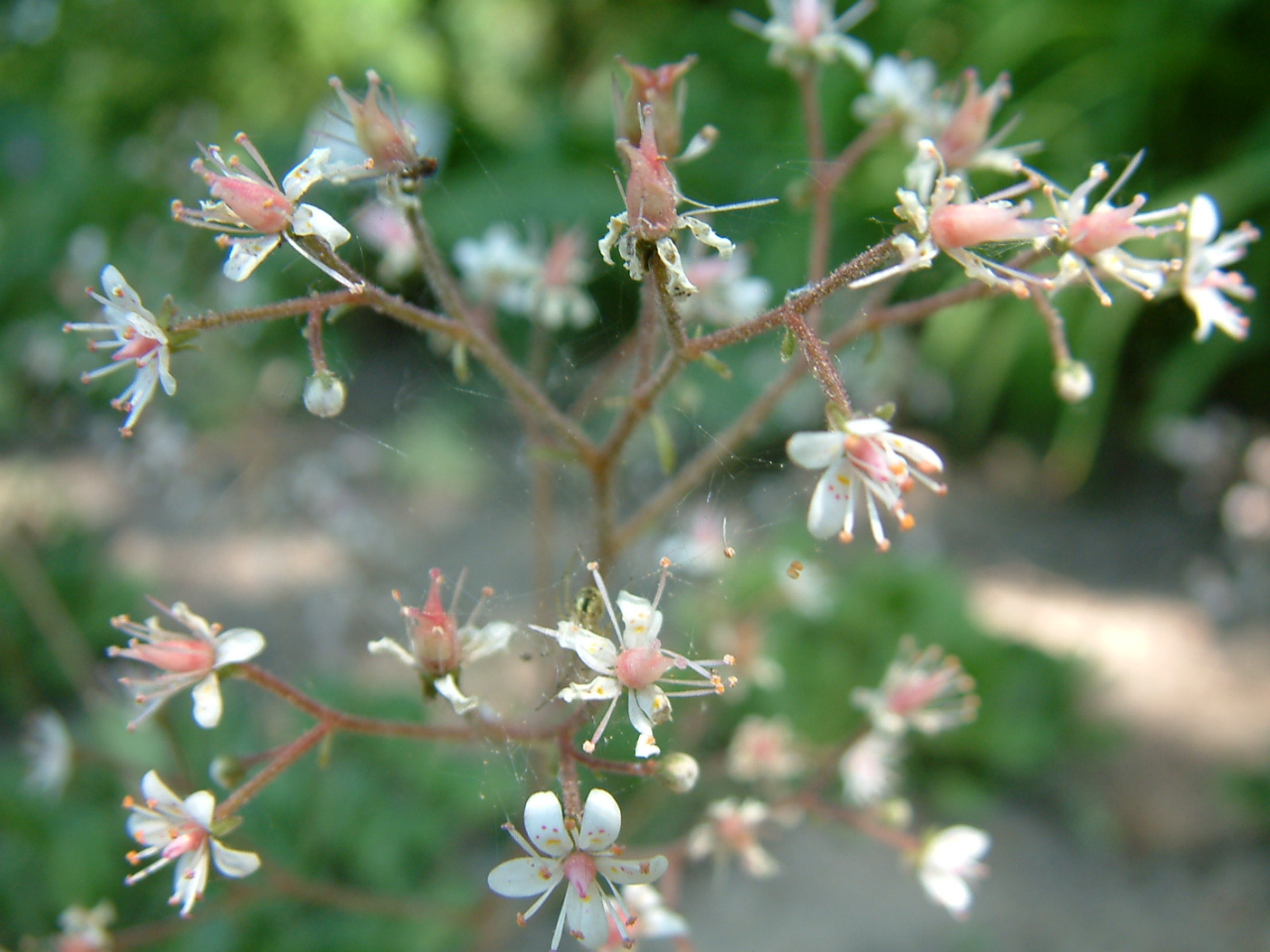
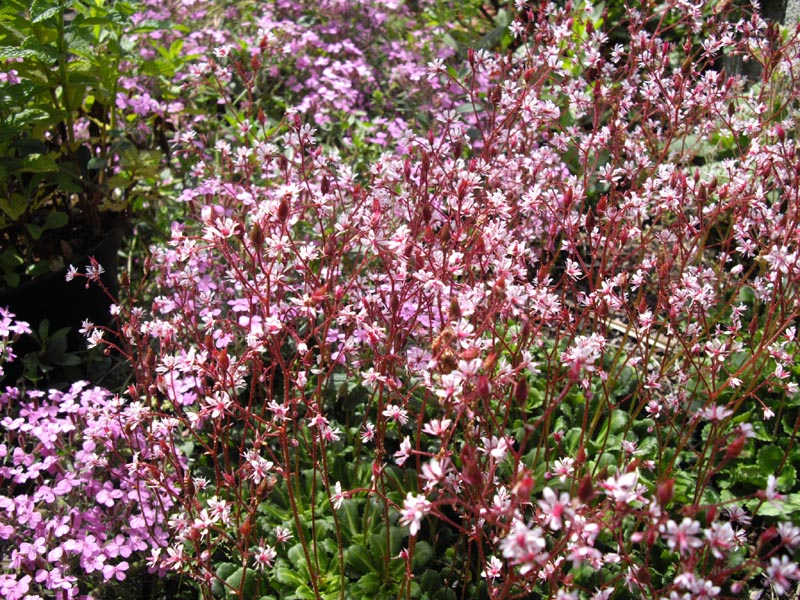
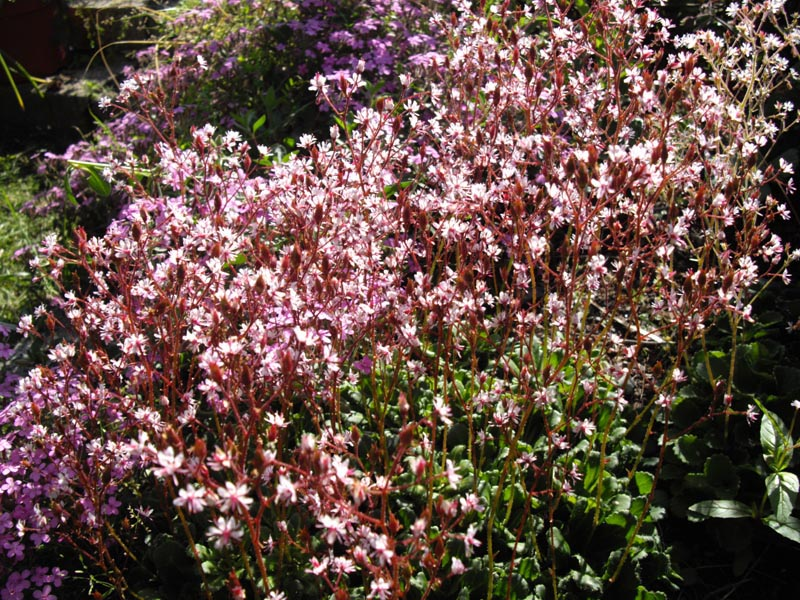
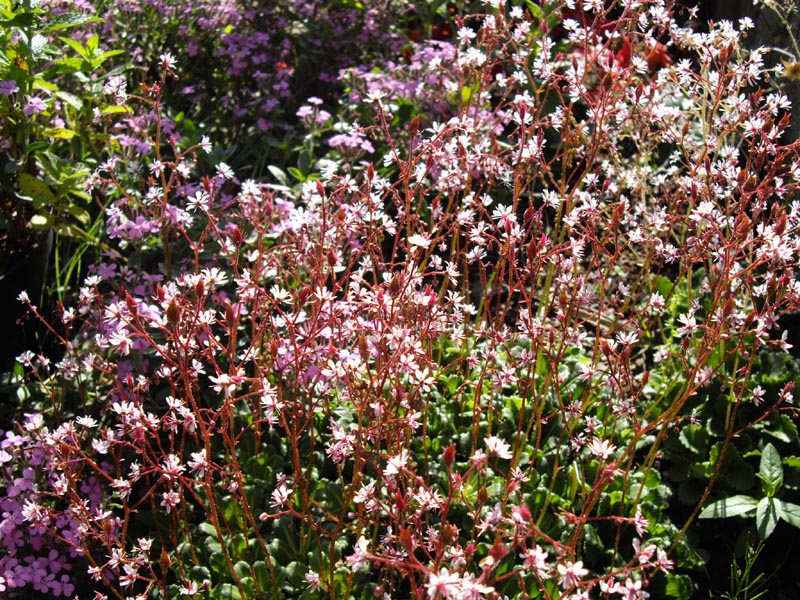